# Голямоух тенрек
Голямоухият тенрек (Geogale aurita) е вид бозайник от семейство тенрекови, единствен представител на монотипен род Geogale.

## Разпространение и местообитание
Видът е разпространен в Мадагаскар в няколко изолирани популации като по-голямата част от тях обитават южната и югозападната част на острова. Местообитанията му включват разнообразни тропически и субтропически широколистни гори, сухи зони обрасли с храсталаци както и открити савани като винаги се придържа в близост до наличието на термитници.

## Описание
Представителите на вида са дребни бозайници с къса космена покривка и големи уши. Възрастните са с тегло едва от 5 до 8 грама и обща дължина на тялото от 60 до 75 милиметра. Гръбната част на космената покривка е сивокафява, отстрани преминава в рижавокафява, а в областта на корема е мръснобяла. Различават се от останалите тенреци по това, че притежават 34 зъба, вместо стандартните 26 броя. Друга особеност при вида е, че женските се разгонват докато кърмят поколението и раждат докато отглеждат още малки от предходно поколение.

## Поведение
Geogale aurita са основно нощни бозайници, които се хранят предимно с термити. Имат лошо зрение, но за сметка на това притежават добър слух. Чифтосването е от септември до март. Бременността продължава от 54 до 69 дни. Раждат от 1 до 5 малки с тегло едва от 0,5 – 0,8 грама.